# Mike Lewis (koszykarz)
Michael J. Lewis (ur. 18 marca 1946 w Missoula) – amerykański koszykarz, występujący na pozycjach silnego skrzydłowego lub środkowego.

## Osiągnięcia
NCAA
- Uczestnik rozgrywek NCAA Final Four (1966)
- Mistrz:
  - turnieju konferencji Atlantic Coast (ACC – 1966)
  - sezonu zasadniczego konferencji ACC (1966)
- Zaliczony do III składu All-American (1968 przez Associated Press, NABC, United Press International)

ABA
- Uczestnik meczu gwiazd ABA (1971)[1]